# Započtení
Započtení (někdy také kompenzace) je jednostranné právní jednání, které vede k zániku závazku. Spočívá v tom, že věřitel a dlužník mají vůči sobě navzájem pohledávky s plněním stejného druhu (např. na zaplacení finanční částky) a jeden z nich vůči druhému učiní projev směřující právě k započtení. Zánik pak nastane tehdy, jestliže se takto setkají pohledávky započtení způsobilé, což jsou pohledávky, které jsou dostatečně určité a které lze uplatnit u soudu. Nelze tedy započíst tzv. naturální obligace a pohledávky, které se zatím nestaly splatnými (nedospělé pohledávky). Samotné promlčení dospělé pohledávky započtení přesto nebrání, vzájemné pohledávky a dluhy ale vždy zanikají jen do výše, v níž se navzájem kryjí.
Započtení je sice jen jednostranné jednání, pokud však nedojde k oboustranné dohodě věřitele s dlužníkem, nelze započíst pohledávky na náhradu újmy způsobené na zdraví, ledaže by šlo o vzájemnou pohledávku na náhradu újmy téhož druhu. Ani dohodou ale nelze započíst pohledávky na výživném, které je poskytováno nezletilým a plně nesvéprávným dětem.